# 9872 Solf
9872 Solf este un asteroid din centura principală de asteroizi.

## Descriere
9872 Solf este un asteroid din centura principală de asteroizi. A fost descoperit pe 27 februarie 1992 la Tautenburg de Freimut Börngen. El prezintă o orbită caracterizată de o semiaxă mare de 2,37 ua, o excentricitate de 0,09 și o înclinație de 6,6° în raport cu ecliptica.